# Laika
Laika — британский электронно-музыкальный коллектив, образованный в Лондоне в 1993 году вокалисткой и автором текстов песен Маргарет Фидлер и продюсером-звукоинженером Гаем Фиксеном. Основной выпускающий лейбл — Too Pure. Стилистика группы определяется неоднозначно.
Группа названа в честь собаки по кличке Лайка, которая была первым животным на околоземной орбите.

## Состав
- Маргарет Фидлер (англ. Margaret Fiedler)
- Гай Фиксен (англ. Guy Fixsen)
- Лу Сикотелли (англ. Lou Ciccotelli)
- Джон Френетт (англ. John Frenett)

## Дискография
- Silver Apples of the Moon (CD, Too Pure, 1995)
- Sounds of the Satellites (CD, Too Pure, 1997)
- Good Looking Blues (CD, Too Pure, 2000)
- Lost In Space (2 CD, компиляция, Too Pure, 2003, 25 января)
- Wherever I Am I Am What Is Missing (CD, Too Pure, 2003, 20 октября)